# 布图尔利诺 (下诺夫哥罗德州)
布图尔利诺（羅馬化：Buturlino）是俄罗斯下诺夫哥罗德州的市级镇、布图尔利诺区行政中心，地处下诺夫哥罗德州东南部，位于伏尔加河流域苏拉河一支流皮亚纳河畔，在州府下诺夫哥罗德东南方。镇西部设有铁路车站。
该地2021年人口有6,350人；2010年人口6,412；2002年人口6,975；1989年人口6,449。